# 1996년 LG 트윈스 시즌
1996년 LG 트윈스 시즌은 LG 트윈스가 KBO 리그에 참가한 7번째 시즌으로, MBC 청룡 시절까지 합하면 15번째 시즌이다. 이광환 감독이 팀을 이끈 5번째 시즌이었으나 중도 사퇴하여 천보성 감독 대행이 남은 시즌을 맡았다. 최훈재가 주장을 맡았으며, 팀은 시즌 개막 직전 3루수 송구홍의 2루수 전업을 놓고 이광환 감독과 코칭스태프 사이의 의견이 엇갈리면서 불행의 씨앗이 싹텄다.
결국 송구홍의 수비포지션 변경 때문에 내야수비진이 흔들린 데다 에이스 이상훈의 허리 부상, 세이브 전문 투수 김용수의 부진 뿐 아니라  김태원 김기범 등 다른 선발요원들도 덩달아 흔들려  초반부터 투수력이 붕괴되어 8팀 중 정규시즌 7위에 그치며 4년 만에 포스트시즌 진출 실패를 경험했고 이로 인해 이상훈이 5월 18일 복귀 후 중간계투로, 김용수가 선발로 보직을 변경했는데  1993년 11월 13일 2년 계약 형식으로  LG 트윈스의 2군 투수코치를 맡아 현장에 복귀한 뒤 1994년 12월 23일부터 해당 보직(1군 투수코치)으로 변경한 임호균 1군 투수코치가 재계약 문제 때문에 1995년 말 삼성으로 이적하면서  꼬이기 시작했다.

## 타이틀
- 올스타전 홈런더비 우승 : 심재학
- 올스타 선발 : 김동수 (포수), 송구홍 (2루수), 심재학 (외야수)
- 올스타전 추천선수 : 이상훈, 김재현, 류지현
- 수비 WAR : 류지현 (1.98)
- 사구 : 송구홍 (22)

### 퓨처스리그
- 북부리그 타수: 신국환 (208)
- 북부리그 출루율: 김태민 (0.446)
- 북부리그 장타율: 강준기 (0.523)
- 북부리그 OPS: 김태민 (0.916)
- 안타: 신국환 (67)
- 1루타: 신국환 (53)
- 북부리그 2루타: 김태민 (15)
- 3루타: 박은우 (6)
- 북부리그 홈런: 강준기 (8)
- 타점: 강준기 (42)
- 북부리그 세이브: 박창현 (4)

## 선수단
- 선발투수 : 김태원, 정삼흠, 김기범, 손혁, 김도완
- 구원투수 : 박철홍, 차명석, 신동수, 최승민, 강봉수, 민원기, 김기진, 김정훈, 김기덕, 차동철
- 마무리투수 : 이상훈, 김용수, 신윤호, 이병석
- 포수 : 김동수, 김정민, 전종화, 강준기
- 1루수 : 김선진, 허문회, 서용빈, 최동수
- 2루수 : 신국환, 이종열, 송인호
- 유격수 : 류지현, 권용관, 이우수
- 3루수 : 송구홍, 한대화, 황대연
- 좌익수 : 김재현
- 중견수 : 노찬엽
- 우익수 : 심재학, 조현, 박준태
- 지명타자 : 최훈재, 김태민, 이호균, 최규하, 김경하, 김정한, 박은우, 방동민

## 여담
- 정삼흠은 9월 15일 구단 사상 최초로 은퇴 경기를 치르고 은퇴했다.
- 정삼흠은 이 시즌 KBO 리그 사상 규정 이닝을 채운 투수 중 처음으로 단 한 번도 경기의 마지막 투수로 등판한 적이 없었다. 당시 선발로만 25번 등판했고, 단 한 번도 완투하지는 못했기 때문이다.
- 김기범은 이 시즌 쌍방울 레이더스와의 경기에서 4패를 기록하여 단일 시즌 쌍방울 레이더스와의 경기에서 최다 패전을 기록한 선수가 되었다.